# Nasria Baghdad-Azaïdj
Nasria Baghdad-Azaïdj, född 29 oktober 1971, är en algerisk friidrottare. Hon deltog vid olympiska sommarspelen 2000 och olympiska sommarspelen 2004.